# Paratrissocladius pubis
Paratrissocladius pubis är en tvåvingeart som beskrevs av Ole Anton Sæther och Wang 2000. Paratrissocladius pubis ingår i släktet Paratrissocladius och familjen fjädermyggor.
Artens utbredningsområde är Myanmar. Inga underarter finns listade i Catalogue of Life.